# ナウ・ウィー・アー・シックス
| 専門評論家によるレビュー | 専門評論家によるレビュー |
| レビュー・スコア         | レビュー・スコア         |
| 出典                     | 評価                     |
| ------------------------ | ------------------------ |
| オールミュージック       | [ 1 ]                    |

『ナウ・ウィー・アー・シックス』( Now We Are Six )は、ブリティッシュ・フォーク・ロック・バンド、スティーライ・スパンのアルバムである。このタイトル（『クマのプーさん』の作者A・A・ミルンの子供向けの詩のコレクションから借用）は、バンドの6枚目のアルバムであることと、ドラマーのナイジェル・ペグラムが加わったことによるバンドのメンバー数の両方をかけている。このアルバムは英国のアルバムチャートで13位を記録した。
デビュー作では2人のセッション・ドラマーを起用していたが、その後のアルバムではパーカッションはほとんど使われていなかった。しかし、『パーセル・オブ・ローグス』以降、ロック志向のサウンドを強化するために、意識的にフルタイムのドラマーを加えることにした。このアルバムのグループのサウンドは、ロックバンドがフォークに転向したものであり、その逆ではないことが示唆されている。ペグラムはフルートとオーボエのパートも担当している。

## 製作
『ナウ・ウィー・アー・シックス』のプロデュースはジェスロ・タルのイアン・アンダーソンが担当したが、彼はこのアルバムの制作における自分の役割は、少しの監修とデヴィッド・ボウイにサックスを演奏してもらったこと以外は最小限であったことを認めている。

## 批評
このアルバムの評論家からの評価はまちまちだった。巧妙なアレンジが施された伝統的な曲のセットとして賞賛され、シングルとしてリリースされた "Thomas the Rhymer"（『吟遊詩人トーマス』）は多くの人にスティーライの真骨頂と評価された。もう一つのハイライトは "The Mooncoin Jig" であり、ピーター・ナイトのマンドリンとバンジョーの能力が発揮されており、この曲はフォークとロックがミックスされていて、どちらも他を圧倒していない。どちらのトラックもドラムが、ますます精巧になっていくサウンドの中にいかにうまく溶け込んでいるかを示している。
タイトル曲は、バンドがピアノ伴奏のみで歌うなぞなぞのセットで、「きらきら星」はおなじみの童謡を同じように扱っている。「聖エレー小学校ジュニア合唱団」とクレジットされ、バンドはこれらの曲を子供の真似をして歌っていた。伝統的な素材であることから、この曲が含まれていることは多くの点で有効であるが、それはむしろ珍しく、耳障りなものとして際立っている。また、多くの人は「聖エレー」という学校の聖歌隊についての（a:聖エレーは本物の聖人ではない、b:聖エレーはほとんど「スティーライ」であると言う）ジョークを「理解」しておらず、実際の学校の聖歌隊が歌っていると信じていた。ベーシストのリック・ケンプは、この曲はアルバムの中では位置がずれていて、代わりに最後に来るべきだったと考えている。
アルバムの最後を締めくくったトラックは、批評家の間でいくつかの騒動を引き起こしたもう一つのものであるーフィル・スペクターの「逢った途端にひとめぼれ」のバージョンで、ゲストとしてアルト・サックスにデヴィッド・ボウイをフィーチャーしている。ロックンロールのスタンダードが含まれていることは、スティーライ・スパンに伝統的な曲の解釈を期待していた多くのリスナーを困惑させたが、一般的には知られていないことだが、この曲は当時（1974年）のスティーリー・スパンのライヴ・ショーの一面を表している。この時期、彼らはアンコールにロックンロール・ナンバーを演奏することで知られており、これは彼らがツアーに参加していたシャ・ナ・ナの影響を受けていまる。通常のセットが終わるとステージを離れ、数分後にはほとんど見分けがつかない50年代風のロックンロールの衣装に身を包み、「ロング・トール・サリー」、「ハイ・ロン・ロン (Da Doo Ron Ron)」、前述の「逢った途端にひとめぼれ」などのナンバーを演奏していた。

## 「吟遊詩人トーマス」
「吟遊詩人トーマス (Thomas the Rhymer)」の2つのバージョンが収録されているが、この曲は "True Thomas" としても知られており、3:14のシングルと6:44の長いLPバージョンがリリースされた。ラウド・セクションとソフト・セクションを交互に使用したこのバージョンは、クリサリスのUK版LP Now We Are Six のオリジナル・バージョンとしてリリースされた。しかし、このアルバムがアメリカで発行されたときには、どうやら短いバージョンの方がラジオに適していて、アメリカのオーディエンスにアピールできるだろうという前提で、短いバージョンが収録されていた。このアルバムの再発行では、BGOのCD再発行を除いてほとんどの再発行版に短いバージョンが収録されている。Present--The Very Best of Steeleye Span はバンドの古い曲の新しいバージョンで構成されているが、この曲の6:38の長いバージョンも収録されている。

## 2011年: 『ナウ・ウィー・アー・シックス』 - ライブ
スティーライ・スパンの2011年春のツアーでは、前半セットはアルバムが最初にリリースされてから約37年後に、アルバム全体を演奏することで構成されていた。

## 収録曲
特記あるものを除き、全曲トラディショナル。曲順はアルバムの版によって大きく異なる。
1. "Seven Hundred Elves" (デンマークのバラッド "Eline af Villenskov" の英訳)
2. "Edwin" (Roud Folk Song Index #182)
3. "Drink Down the Moon" (前半はRoud Folk Song Index #290、後半は #1506 および #5407)
4. "Now We Are Six" (Roud Folk Song Index #20174)
5. "Thomas the Rhymer" (Roud Folk Song Index #219、Child Ballads #37)
6. "The Mooncoin Jig"
7. "Long-a-Growing" (Roud Folk Song Index #31)
8. "Two Magicians" (Roud Folk Song Index #1350, en:Child BalladsChild Ballad #44)
9. "Twinkle Twinkle Little Star"
10. "To Know Him Is To Love Him" (フィル・スペクター)

### シャナチーCDでの曲順
1. "Thomas the Rhymer" (短いバージョン)
2. "Drink Down The Moon"
3. "Two Magicians"
4. "Now We Are Six"
5. "Seven Hundred Elves"
6. "Long A Growing"
7. "The Mooncoin Jig"
8. "Edwin"
9. "Twinkle Twinkle Little Star"
10. "To Know Him Is To Love Him"

### 1974年オーストラリア版の曲順
A side:
1. "Thomas the Rhymer" (短いバージョン)
2. "Two Magicians"
3. "Edwin"
4. "Twinkle Twinkle Little Star"
5. "700 Elves"

B side:
1. "The Mooncoin Jig"
2. "Drink Down The Moon"
3. "Now We Are Six" (listed as 4th on album sleeve, but actually 3rd when the record is played)
4. "Long-A-Growing" (listed as 3rd on album sleeve, but actually 4th when the record is played)
5. "To Know Him Is To Love Him"

## 参加ミュージシャン
スティーライ・スパン
- マディ・プライヤー - ボーカル
- ティム・ハート - ボーカル、エレクトリック・ギター、アコースティック・ギター、エレクトリック・ダルシマー、バンジョー
- ピーター・ナイト - ボーカル、ヴァイオリン、マンドリン、テナー・バンジョー、アコースティック・ギター、ピアノ
- ボブ・ジョンソン - ボーカル、エレクトリック・ギター、アコースティック・ギター、シンセサイザー
- リック・ケンプ - ボーカル、ベース・ギター、アコースティック・ギター
- ナイジェル・ペグラム - ドラムス、タンバリン、オーボエ、リコーダー、フルート、シンセサイザー

ゲスト・ミュージシャン
- デヴィッド・ボウイ - 「逢った途端にひとめぼれ」のアルト・サックス

製作
- イアン・アンダーソン - プロデューサー